# 永别了，武器
《永别了，武器》（A Farewell to Arms）是美国作家欧内斯特·海明威于1929年写成的半自传体小说。小说以第一次世界大战中在意大利军中作战的美籍救护车司机中尉弗利德利克·亨利的角度进行叙事。书名取自16世纪剧英国作家乔治·皮尔的一首诗。

## 情节简介
第一次世界大战後期，美籍中尉弗利德利克·亨利（Frederic Henry）因为在意大利前线受傷，被轉送到米蘭的醫院接受治療，认识了英国女护士凯瑟琳·巴克莉（Catherine Barkley），互生愛意。此時前線戰爭不斷失利，亨利的傷口也已完全癒合，亨利本來該歸隊，幸好他得了黃疸，又延長了假期。護士認為那是他有意過量喝酒而造成的。亨利生氣的問護士知不知道患黃疸病是什麼滋味。護士回答說，“我想那總比上前線好”。亨利與凯瑟琳在旅館裡過著甜蜜的日子，後來凯瑟琳懷了身孕，在一個陰雨綿綿的日子，凯瑟琳將亨利送上列車。
亨利重返前线后，被派开车送医疗器材往南方。此时正值義大利军隊在卡波雷托戰役潰敗，大舉撤退之際，他收留了兩名開脫的義大利軍人，車子在途中陷入泥地，車上兩名軍人又想開脫，亨利開槍射殺了其中一位，另一位逃入田間。他們不得不棄車跋涉，途中亨利被當成逃兵逮捕，執行槍決時，亨利伺機逃脫。亨利直奔米蘭找尋凯瑟琳，但凱瑟琳已去了斯特拉薩。歷經千辛萬險，亨利终于找到凯瑟琳，但意大利军事法庭却下令逮捕亨利。為了躲避警察的追捕，他和凯瑟琳在風雨交加的夜裡划船逃往瑞士，他們在邊境被瑞士當局扣留，亨利謊稱自己是運動員，熱愛划船，前來瑞士參賽。因為他們有合法的護照，加上有足夠的現金，瑞士當局並沒有為難他們。在瑞士，他們度過短暫的幸福生活，凯瑟琳臨盆時却因骨盆過小，难产而去世。亨利在黑夜里冒着大雨回到旅馆。

## 背景和出版历史
这部小说的创作基于海明威第一次世界大战时在意大利部队服役的个人经历。凯瑟琳(Catherine Barkley)这个人物的创作灵感来自于一位叫做Agnes von Kurowsky的护士，海明威受伤后在米兰的医院受到过她的照料。海明威原计划娶她，可当他回到美国后，她轻蔑的拒绝了他的爱意。一位常驻巴黎的时尚记者Kitty Cannell，在书中成为海伦(Helen Ferguson)。

## 主要人物
- 亨利中尉（Lieutenant Frederic Henry），一次大戰時期，美籍的傷兵。
- 凱薩琳（Catherine Barkley），英國女護士，前往前線照顧傷兵，而認識亨利中尉。

## 中文译本
- 《退伍》，余犀譯，上海啟明書局，1939年
- 《戰地春夢》，楊明譯，臺北北星出版，1957年
- 《戰地春夢》，黃敏譯，臺南大明出版，1958年10月
- 《戰地春夢》，嚴家廷譯，臺北易知出版，1971年
- 《戰地春夢》，湯新楣譯，香港九龍今日世界出版，1972年
- 《戰地春夢》，文仲譯，臺北清流出版，1976年
- 《戰地春夢》，林以矜譯，臺北天華出版，1979年
- 《戰地春夢》，宋碧雲譯，臺北遠景出版，1981年2月
- 《永别了，武器》，湯永寬譯，浙江文藝出版社，1991年12月
- 《戰地春夢》，馮季慶縮寫，臺北新店業強出版，1994年
- 《永别了，武器》，林疑今譯，上海譯文出版社，1995年7月
- 《戰地春夢》，杜威岭編譯，臺北大步文化出版，2001年
- 《戰地春夢》，葉純譯，臺北風雲時代出版，2011年7月
- 《永别了，武器》，孫致禮、周曄譯，南京譯林出版社，2012年
- 《永别了，武器》，陳燕敏譯，合肥黃山書社，2012年2月
- 《永别了，武器》，趙吉玲、凡小亞譯，長沙湖南文藝出版社，2012年4月
- 《永别了武器》，孫致禮、于曉紅譯，北京人民文學出版社，2013年5月
- 《永别了，武器》，方华文译，译林出版社，2012年11月
- 《戰地春夢》，陳榮彬譯，木馬文化，2022年6月

## 改編作品
- 1932年《歐東劇戰》[1]（A Farewell to Arms （页面存档备份，存于）），弗兰克·鲍沙其导演，海倫·海絲（Helen Hayes）、加里·库珀（Gary Cooper）等主演。
- 1957年《战地春梦》（A Farewell to Arms （页面存档备份，存于）），查尔斯·维多、约翰·休斯顿导演， 罗克·赫德森、珍妮弗·琼斯等主演。

1. ↑  . 香港外語電影資料網.   [2024-12-23]. （原始内容存档于2025-06-04） （中文（香港））.